# Basílica de San Marcos
La basílica de San Marcos es el principal templo católico de la ciudad de Venecia (Italia) y la obra maestra de la arquitectura bizantina en el Véneto. Posee el rango de catedral y también el de iglesia patriarcal, además del de basílica.

## Historia
La construcción de la basílica original fue iniciada en el año 828 y finalizada en el año 832, para albergar supuestas reliquias de san Marcos el Evangelista robadas de Alejandría. Este hecho fue fundamental para que Venecia se erigiese en sede episcopal independiente, ya que hasta entonces había estado subordinada a los obispados de Grado y Aquileia.
Concebida en un principio con planta de cruz griega y cúpula sobre crucero y los brazos (cinco cúpulas), la iglesia fue quemada en un motín en el año 975 y reconstruida en el siglo XI por arquitectos y obreros de Constantinopla. Las obras de la actual basílica de estilo bizantino se iniciaron hacia 1063, y el nuevo templo fue consagrado diez años después. En el siglo XIII se le añadió un nártex cubierto con cúpulas más pequeñas que envuelve el brazo inferior de la cruz. Fue modificada también en los siglos XV y XVII.
Una ley de la República Veneciana imponía como tributo que los mercaderes afortunados, después de hacer negocios provechosos, hicieran un regalo para embellecer San Marcos. De ahí la variedad de estilos y materiales. San Marcos es un museo vivo de arte bizantino latinizado. Con su decoración intacta de mosaicos, mantiene las características de este estilo en mayor medida que las propias iglesias de Constantinopla, que fueron blanqueadas por los turcos, o las de Salónica, ahumadas por los incendios.
La fachada presenta nichos profundos de influencia occidental, decorados con columnas y mosaicos de oro del siglo XII. Los cuatro Caballos de San Marcos representan la fuerza estatal. En el siglo XV se le añadieron gabletes a los arcos del piso superior y capiteles, por influencia del Gótico europeo. La forma exterior de las cúpulas no coincide con la interior, y parecen más grandes de lo que son en realidad. Gran parte de los fondos de su construcción provino del Saqueo de Constantinopla.

## Exteriores

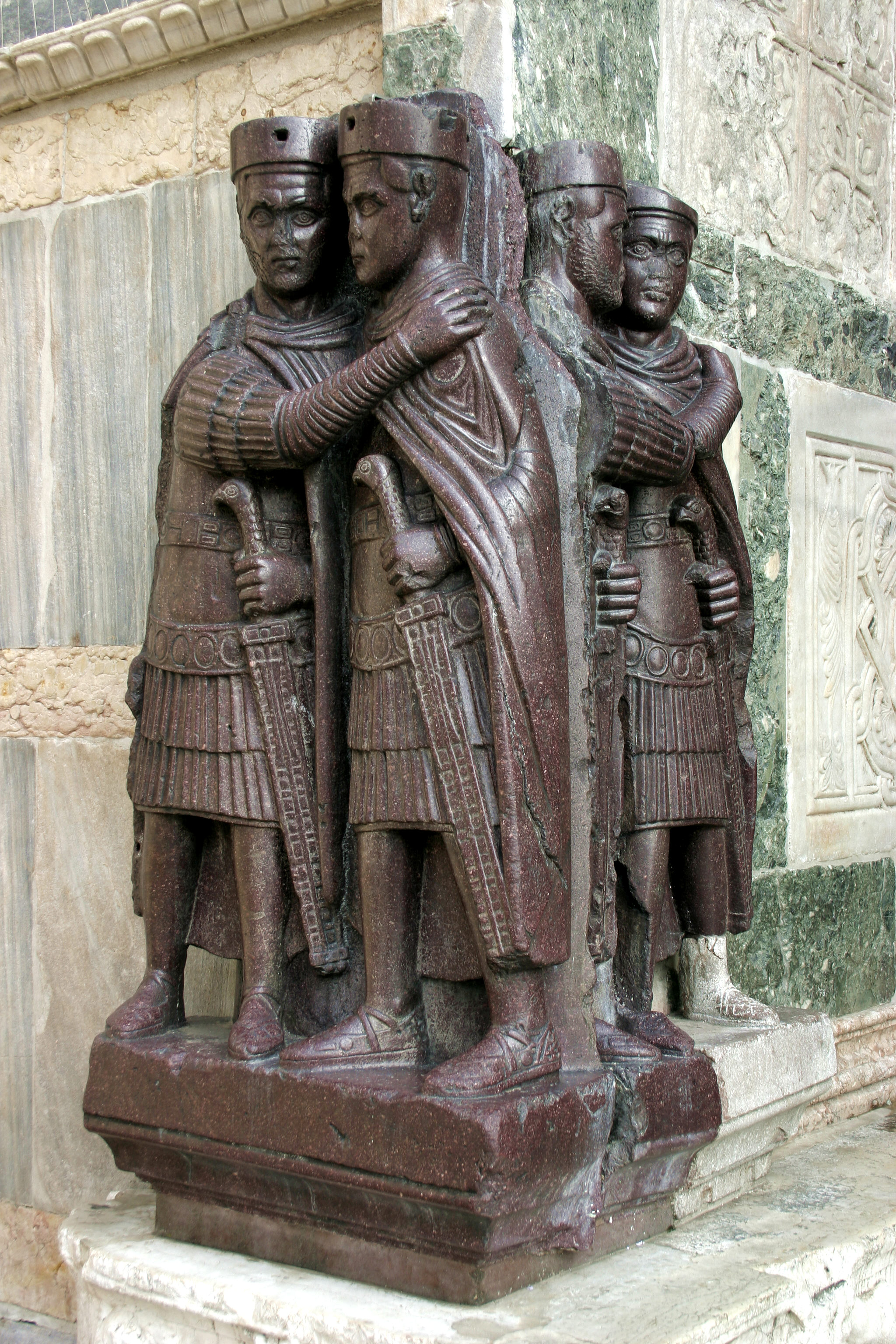
Los Tetrarcas, en una esquina de la Basílica de san Marcos.

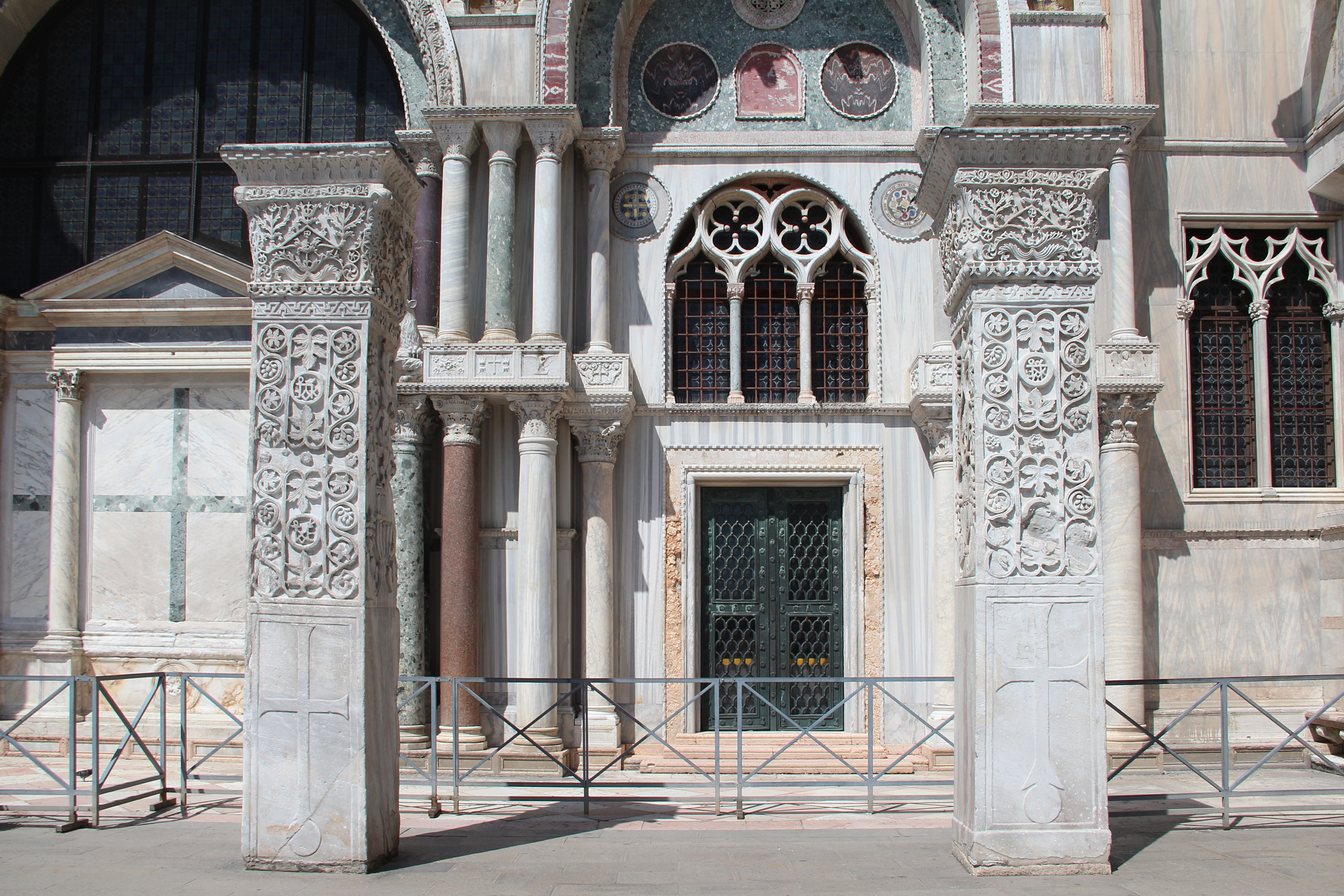
Los Pilastri Acritani, localizados en la entrada sur, proceden de la iglesia de San Polieucto (Constantinopla).

### Fachada principal
Muchos de los adornos los devolvieron los cruzados o fueron regalos de mercaderes ricos. La iglesia estaba considerada como la capilla personal del Dogo; un pasadizo interior la conecta al Palacio Ducal, que se encuentra justo al lado.

#### Orden inferior
Presenta cinco portadas decoradas con mármoles y esculturas; la central, con magníficas arquivoltas esculpidas en los siglos XIII y XIV. La puerta de bronce es de estilo bizantino.
Los mosaicos de las portadas laterales narran el traslado del cuerpo de San Marcos; en la última de la izquierda se reproduce el aspecto primitivo de la Basílica.

#### Orden superior
El remate es de estilo gótico florido veneciano, del siglo XV. El edificio posee una terraza donde se exhiben las copias de los Cuatro caballos en cobre dorado, trabajo griego posiblemente de los siglos IV-III antes de Cristo y que fueron transportados por los venecianos desde el Hipódromo de Constantinopla en 1204, después de la conquista de esta ciudad durante la Cuarta Cruzada. Los auténticos se encuentran en la Galería de la Basílica, en el primer piso del interior del templo. Los originales fueron trasladados a París cuando Napoleón conquistó el Estado véneto; más tarde fueron devueltos a Venecia bajo el mandato de los austriacos.
En la época de la República, el Estado honraba oficialmente a los huéspedes de honor invitándoles a subir hasta el balcón de la terraza para que desde allí pudieran admirar la gran plaza de San Marcos y la más pequeña, llamada Piazzetta.

#### Nártex
El  nártex está revestido de mármoles polícromos y mosaicos y techado por seis cúpulas de pequeño tamaño. Los mosaicos, del siglo XIII, ilustran escenas del Antiguo testamento, como La cúpula del Génesis, una de las excepcionales representaciones del ciclo completo de la Creación del mundo durante la Edad Media.

### Fachada sobre la Piazzetta
De estilo gótico con reformas posteriores, presenta añadidos de obras de arte que fueron obtenidas como botín de guerra o compradas. Así:
- Dos pilastras sirias del siglo IV traídas por los venecianos en el siglo XIII desde San Juan de Acre, entonces capital del reino cruzado de Jerusalén.
- En la esquina, el grupo en pórfido llamado los Tetrarcas o Mori, procedentes de Constantinopla, siglo IV.

En esta zona también se puede admirar la Porta della Carta, fastuosa portada de estilo gotizante, construida por el arquitecto Bartolomeo Bon en el siglo XV, y que sirve de nexo de unión entre la basílica y el Palacio ducal.

### Fachada norte sobre la Piazzetta dei Leoncini
La Piazzetta dei Leoncini posee cuatro arcadas con capiteles bizantinos. Dos leones románicos, llamados con el plural diminutivo italiano leoncini (leoncitos).

### Atrio
Tres losas de mármol rojo marcan el lugar en que Federico Barbarroja se reconcilió con el papa Alejandro III en el siglo XII. Las columnas son bizantinas. Las puertas son de bronce incrustado de plata. La bóveda es un diseño de Tintoretto.

## Interior

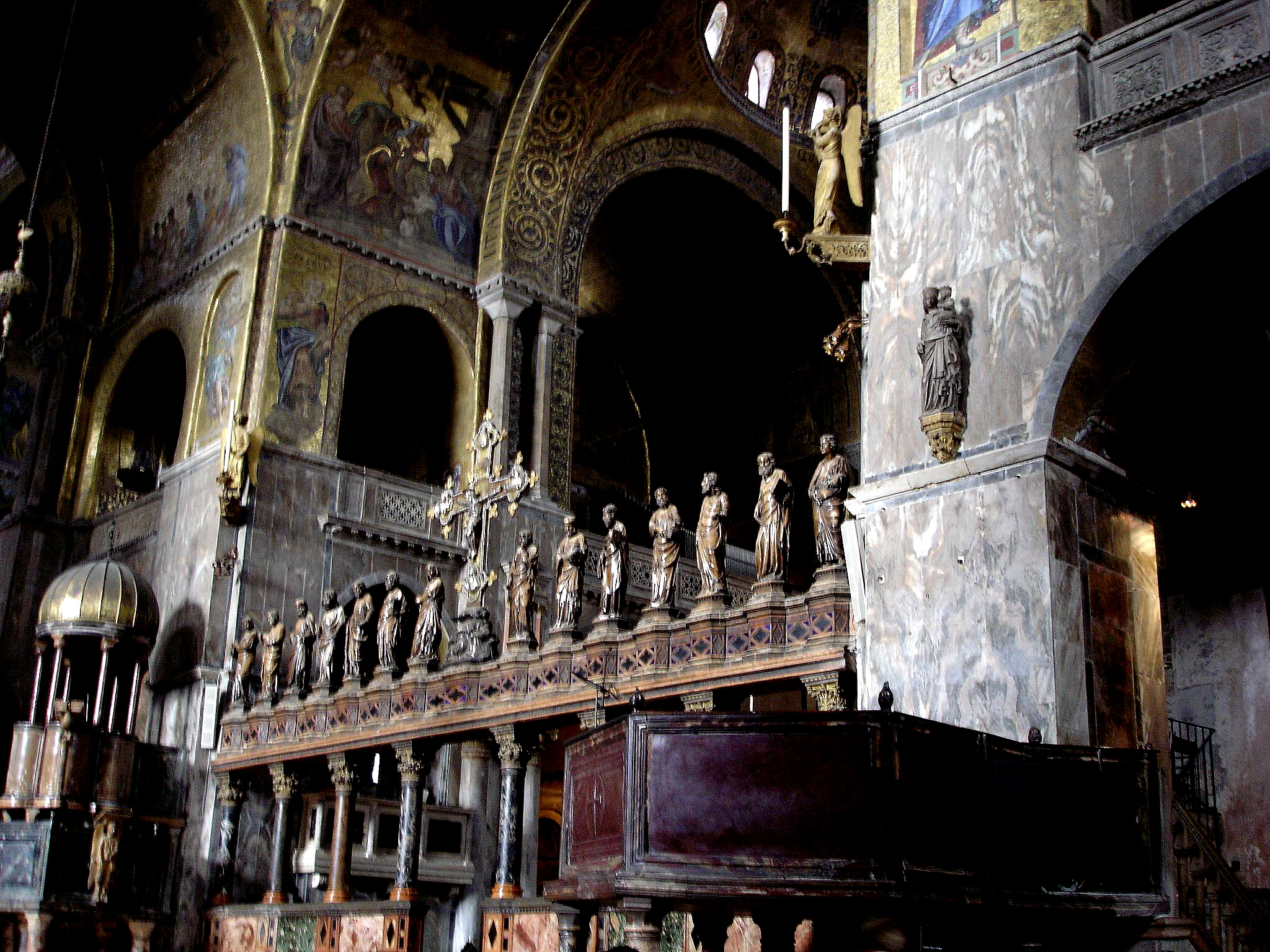
Vista del altar mayor de la Basílica.

El interior presenta una leve elevación sobre el nivel de la plaza. La construcción, realizada en ladrillo en su mayor parte, se recubrió con mármoles orientales, esculturas, bronces, mosaicos y columnas para dar una impresión de lujo y suntuosidad. Destaca el profuso empleo del oro en los mosaicos, que dotan de una cálida luz al ambiente.
Nada más entrar, a la derecha, se puede ver una pila en pórfido del siglo II y el baptisterio. En el altar hay un gran bloque de granito que sirve de mesa, traído de Tiro en el siglo XII, desde el cual y según la tradición habló Cristo a la multitud.
La basílica tiene tres naves. El presbiterio está limitado por el gran iconostasio de influencia bizantina, coronado por estatuas de la Virgen, san Juan y los Apóstoles.
En la nave central, en el reverso del tímpano de la portada principal, hay un mosaico del siglo XIII que representa a Cristo, la Virgen y san Marcos.
Detrás del altar mayor se encuentra la Pala d’Oro, trabajo de orfebrería bizantina y veneciana realizado entre los siglos X y XIV. Este retablo fue confeccionado con esmaltes engastados en monturas de oro y plata adornadas con piedras preciosas.

## Música
La basílica fue un lugar en donde músicos como Adrian Willaert, Giovanni Gabrielli y Claudio Monteverdi compusieron sus obras. La arquitectura y el fenómeno acústico de la basílica dio lugar al estilo policoral veneciano. El estilo consistía en separar espacialmente los coros de voces o conjunto de instrumentos. Las distintas cúpulas creaban campos de reverberación localizados, lo que al separar los distintos instrumentos o voces, creaban distintos efectos de estéreo y eco entre los oyentes. Gabrielli, que fue organista del lugar por 27 años, fue el que más utilizó los efectos de este espacio, incluido la separación instrumental, la llamada y respuesta de distintas secuencias y los efectos del eco. Además fue pionero en el uso de dinamismo en las composiciones aunque su uso fue con moderación. El recurso luego se explotó en el romanticismo. Este estilo luego se transformó en concerto grosso.